# Gust van Brussel
Gust van Brussel (Amberes, 12 de septiembre de 1924 - 20 de mayo de 2015) es un escritor y poeta belga adscrito a los géneros de la ciencia ficción y literatura infantil. Es el autor de varias novelas de ciencia ficción —como De Ring—, cuentos, poemas —como Achnaton, Gedichten uit Amarna— y libros infantiles, siendo su novela más conocida De Abortus.

## Obras
Novela
- De visioenen van Jacques Weiniger (1960).
- Het labyrinth (1966).
- Voor Plymouth belvédère (1966).
- Cassandra en de kalebas (1967).
- De ring (1969).
- De waanzinnige stad (1984).
- De abortus (1985).
- Het terras (1987).
- De salamandereters (1988).
- Vader van rebelse zonen (1989).
- De Atlantica Kroniek (eBook, 2001).
- De Sus (2002).
- De Atlantica Kroniek (2003).
- De helm van Parsival (2004).
- Een nacht met Aphrodite (1979).

Novela corta
- Verlaten landschap (1980).
- Anton, mijn Anton jij was onsterfelijk (1986).

Anecdotario
- Vader van huwbare dochters (1982).